# Medina (Washington)
Pour les articles homonymes, voir Medina.
Medina est une petite ville de l'État de Washington aux États-Unis. La ville est située sur une péninsule et borde le lac Washington sur la rive opposée de Seattle dont elle fait partie de l'aire métropolitaine. Elle est limitrophe des localités de Clyde Hill à l'est, Hunts Point au nord et Bellevue au sud. 
La population de la ville était de 3 300 habitants en 2018. Les milliardaires Bill Gates et Jeff Bezos ainsi qu'un certain nombre de cadres de Microsoft et d'Amazon habitent ou ont une résidence à Medina.
La ville ne compte que des maisons individuelles. Les prix de l'immobilier sont très élevés et sont en moyenne entre 2 et 6 millions de dollars pour une maison sans accès au lac. Une maison au bord du lac ou avec accès au lac coûte plus de 6 millions de dollars.
Medina est la septième ville la plus riche des États-Unis selon le revenu médian par ménage qui était de 192 120 $ en 2018 et le prix médian d'une propriété dans la ville est de 2 millions de dollars.

## Histoire
La rive orientale du lac Washington située entre la baie de Meydenbauer et Evergreen Point était jusque dans la seconde moitié du XIXe siècle une zone peu peuplée qui a été défrichée pour son bois dans les années 1870. 
L'homme d'affaires de Seattle Thomas Dabney a établi une concession sur la rive sud de l'actuelle ville de Médina en 1886, devenant ainsi le premier colon blanc permanent de la région. Dabney a construit un quai pour les ferries en 1890, le baptisant Dabney's Landing, tandis que la zone environnante a été transformée en fermes de baies et en vergers. 
D'autres colons sont arrivés à Dabney's Landing, qui a été brièvement nommé Flordeline par sa fondatrice jusqu'à ce qu'un groupe de femmes s'y oppose et propose le nom arabe "Medina" en 1891. Après une série de débats Medina a été adoptée comme nom de la ville.
Les premiers hôtels particuliers de la ville ont été construits dans les années 1920 par de riches hommes d'affaires de Seattle, encouragés par l'arrivée du service de ferry direct, ce qui a valu à la ville le surnom de Gold Coast (Riviera) de Washington. Les fermiers de la région, pour la plupart d'origine japonaise, ont été expulsés pendant l'internement des années 1940 et leurs fermes ont été réaménagées.

## Sécurité et surveillance
En 2009 la mairie de Medina a installé des caméras de surveillance aux diverses intersections le long des routes entrant dans la ville. Les caméras sont utilisées pour capturer le numéro de plaque d'immatriculation de chaque voiture et un système de sécurité notifie automatiquement la police locale si le numéro capturé est enregistré dans sa base de données. 

## Gouvernement et politique
La ville de Médina est dotée d'un conseil municipal composé de sept membres élus lors d'élections générales non partisanes pour un mandat de quatre ans. Le conseil municipal élit un maire de cérémonie et un maire adjoint parmi ses membres pour un mandat de deux ans et nomme un directeur municipal chargé d'exécuter ses politiques législatives et de superviser le gouvernement. 
Le directeur municipal (maire) actuel est Michael Sauerwein. Malgré la richesse de ses habitants le gouvernement municipal a prévu un déficit budgétaire de 8 % pour 2020. Une augmentation de la taxe foncière a été approuvée à une faible majorité lors des élections de novembre 2019.

### Résultats électoraux
Lors de l'élection présidentielle américaine de 2012 le candidat républicain Mitt Romney a reçu 1 025 voix, tandis que Barack Obama, le candidat démocrate sortant, a reçu 934 voix.  
Lors de l'élection présidentielle américaine de 2016, sur les 1 856 personnes qui ont voté, 71,9 % ont voté pour Hillary Clinton et 21,7 % pour Donald Trump.
Lors de l'élection présidentielle américaine de 2020, 65,52 % des habitants ont voté pour Joe Biden et 31,71 % ont voté pour Donald Trump.

## Démographie
| Groupe            | Medina | Washington | États-Unis |
| ----------------- | ------ | ---------- | ---------- |
| Blancs            | 83,5   | 77,3       | 72,4       |
| Asiatiques        | 11,7   | 7,2        | 4,8        |
| Métis             | 3,8    | 4,7        | 2,9        |
| Afro-Américains   | 0,3    | 3,6        | 12,6       |
| Autres            | 0,7    | 7,2        | 7,3        |
| Total             | 100    | 100        | 100        |
|                   |        |            |            |
| Latino-Américains | 2,6    | 11,2       | 16,7       |

Selon l'American Community Survey, pour la période 2011-2015, 80,53 % de la population âgée de plus de 5 ans déclare parler anglais à la maison, alors que 6,22 % déclare parler une langue chinoise, 3,39 % le coréen, 2,60 % le japonais, 1 % l'italien, 0,93 % le persan, 0,77 % l'espagnol, 0,799 % le russe, 0,67 % l'allemand et 3,13 % une autre langue.

## Sport
La ville abrite le Overlake golf & Country club crée en 1927 par Franck James. Il s'agit d'un club à double entrée : sportif ou privé. Pour être admis les candidats doivent être présentés par deux parrains membres du club. 
Les sports proposés sont le golf, le tennis et la natation.

## Bâtiments notables
- Maison de Bill Gates (6 100 m2 et évaluée à 131 millions de dollars)
- Maison de Jeff Bezos[8] (4 914 m2 et évaluée à 124 millions de dollars)

Ces deux propriétés sont les plus grandes et les plus chères de la ville.

## Résidents notables
- Jeff Bezos
- Bill Gates
- Torres
- Melinda Gates
- Gerald Grinstein, ancien PDG de Delta Air Lines
- Wayne M. Perry, vice-président d’AT&T Wireless Services
- Jeffrey Brotman, cofondateur de Costco
- Jon Shirley, ancien président de Microsoft